# Димитрина Бъчварова
Димитрина Динева Бъчварова е българска просветна деятелка, историчка, краеведка и основателка на музейното дело в град Петрич.

## Биография
Димитрина Бъчварова е родена през 1934 година в Петрич. През 1957 година завършва Софийския държавен университет „Климент Охридски“ и от същата година е преподавателка в основно училище „Гоце Делчев“ в родния си град. По време на педагогическата си дейност основава кръжок „Млад историк“. В 1964 година създава първата училищна музейна сбирка, а през 1966 година – първата градска историческа музейна сбирка в Петрич.
През 1972 година напуска учителската професия и започва работа, като щатна музейна служителка. С много усилия и постоянство полага основите на Градския исторически музей, който е открит за посетители през 1974 година. Пенсионира се през 1990 година, като оставя след себе си музей, наричан от петричани „музей от дарения“.
В 1978 година по идея на Димитрина Бъчварова художникът Александър Дончев изработва герба на Петрич.
През 1979 година по време на теренни обхождания с участието на членове на кръжока „Млад историк“ към музея, тя открива край село Тополница, Петричко неолитно селище, днес известно под името Промахон-Тополница.
Димитрина Бъчварова е авторка на много статии за Петричкия край, публикувани в списание „Македонски преглед“, списание „Художествена самодейност“, вестник „Пиринско дело“, вестник „Петрички вести“ и други. През 1999 година Македонският научен институт в София с участието на Научно-информационната група в Петрич издава авторския ѝ сборник „Петрич през вековете“, който претърпява две допечатки и излиза в общ тираж от 3000 броя.
С решение на Общинския съвет от 2002 година Димитрина Бъчварова е удостоена със званието „Почетен гражданин на град Петрич“ и е наградена с почетния знак на общината.
Умира през 2010 година в Петрич.